# Box (film)
 (novembre 2018).
Si vous disposez d'ouvrages ou d'articles de référence ou si vous connaissez des sites web de qualité traitant du thème abordé ici, merci de compléter l'article en donnant les références utiles à sa vérifiabilité et en les liant à la section « Notes et références ».
Pour les articles homonymes, voir Box.
Pour plus de détails, voir Fiche technique et Distribution.
Box est un film roumain de 2015 réalisé par Florin Șerban. Les rôles principaux ont été interprétés par les acteurs Rafael Florea, Hilda Péter et Nicolae Motrogan. Le film a eu sa première au Festival international du film de Karlovy Vary 2015 où il a remporté le Fipresci/prix de la critique. Il a été aussi présenté au festival international du film de Toronto 2015, ainsi que dans le cadre de 10 autres festivals nationaux et internationaux.

## Présentation
Le film présente un adolescent d’ethnie rom qui pratique la boxe. Il se prend de passion pour une femme inconnue, qu’il poursuit dans toute la ville.

## Fiche technique
- Titre : Box
- Titre anglophone :
- Réalisation : Florin Șerban
- Scénario : Florin Șerban
- Photographie :
- Pays d'origine : Roumanie
- Genre : drame
- Distributeur : Earlybird
- Genre : Drame
- Durée : 93 minutes
- Langue originale : roumain/hongrois
- Date de sortie : 30 octobre 2015

## Distribution
La distribution principale du film : 
- Rafael Florea : Rafael
- Hilda Péter : Cristina
- Nicolae Motrogan : Le grand-père

Mais également :
- Fatma Mohamed : le duo Karaoké

## Production
Le tournage du film s’est déroulé dans la période 15 août – 25 septembre 2014 à Sfântu Gheorghe, Sibiu et Bucarest.

## Récompenses, nominations et sélections
- Festival international du film de Karlovy Vary 2015 – Fipresci Award/Prix de la Critique (2015)[1]

- Trieste Film Festival – Special Focus out of Competition  (2016)
- Sélection officiel au Festival international du film de Toronto 2015[3]
- Festival international du film de Thessalonique 2015 : en compétition[4]
- Festival du film de Londres 2015, section « Love »[5].
- Mostra de Venise 2015 : International Perspective[6].
- Festival international du nouveau cinéma latino-américain de La Havane  2015[7].
- Let's CEE Film Festival – Feature Film Competition (2015)
- Festival du nouveau cinéma de Montréal 2015, Panorama[8].
- International Film Festival of the World, GOA – Cinema of the World (2015)
- Tbilisi International Film Festival – Forum of European Cinema (2015)